# Robert Paxton
Robert Owen Paxton (* 15. Juni 1932 in Lexington, Virginia) ist ein amerikanischer Historiker. Bis zu seiner Emeritierung war er Professor für Geschichte an der Columbia University, New York. Paxton ist vor allem mit Arbeiten zur Geschichte der französischen Rechten in der Zwischenkriegszeit sowie mehreren Pionierstudien zum Vichy-Regime und zum Faschismusbegriff hervorgetreten.

## Akademische Laufbahn
Paxton schloss die Washington and Lee University 1954 mit einem B.A. ab, studierte anschließend mit einem Rhodes-Stipendium an der Universität Oxford und erwarb dort den M.A. 1963 promovierte er an der Universität Harvard mit einer Arbeit über das Verhältnis des französischen Offizierskorps zum Vichy-Regime. Er lehrte an der University of California in Berkeley und an der State University of New York in Stony Brook, bevor er 1969 zur Columbia University wechselte. 1997 wurde er dort emeritiert.
Paxton trat 1997 neben einigen französischen Historikern, darunter Jean-Pierre Azéma und René Rémond, als sachverständiger Zeuge im Prozess gegen Maurice Papon auf. 1981 wurde er in die American Academy of Arts and Sciences aufgenommen. 2009 wurde er für seine Arbeiten zur französischen Geschichte mit der Legion d’honneur ausgezeichnet.

## Werk
Paxtons Studie über Vichy (Vichy France: Old Guard and New Order 1940–1944, New York 1972) erschien 1973 auch in Frankreich und sorgte dort für eine erbitterte Auseinandersetzung, deren Dimensionen mit der deutschen Fischer-Kontroverse vergleichbar sind (révolution paxtonienne). Obwohl er sich wegen des seinerzeit noch sehr eingeschränkten Archivzugangs in Frankreich stark auf deutsche Dokumente in amerikanischen Archiven stützen musste, zerstörte Paxton überzeugend den in der Nachkriegszeit unter anderem von Robert Aron etablierten Mythos, das Kollaborationsregime habe vor allem versucht, das französische Volk vor den Übergriffen der Besatzungsmacht zu schützen und sei allen deutschen Versuchen, die angeblich ausschließlich „erzwungene“ Zusammenarbeit zu vertiefen, ausgewichen. Er betonte die Bedeutung der innerfranzösischen Konflikte der Vorkriegszeit für Vichy und wies die Fixierung auf das Jahr 1940 zurück. Die Kriegsniederlage habe der französischen Rechten lediglich die lange ersehnte (und selbstbewusst ergriffene) Möglichkeit gegeben, Staat und Gesellschaft nach ihren – gegen die republikanische Linke und „1789“ gerichteten – Vorstellungen umzubauen. Der von den Besatzern eingeräumte Spielraum sei erheblich gewesen. Trotz der anfänglich von konservativen französischen Historikern, Journalisten und Politikern geführten wütenden Angriffe gegen das Buch (und den Autor) wird es heute in Frankreich weithin als bahnbrechender Klassiker anerkannt.
Auch die 1981 (zusammen mit dem kanadischen Historiker Michael Marrus) vorgelegte Arbeit Vichy et les juifs war eine Pionierstudie. In ihr weisen Paxton und Marrus die Vorstellung zurück, die gegen die französischen Juden gerichteten, mit dem „Judenstatut“ vom 3. Oktober 1940 einsetzenden Maßnahmen Vichys seien im Kern von der Besatzungsmacht erzwungen und von einer widerstrebenden Bürokratie wo möglich behindert worden. Stattdessen betonen sie die Rolle des politischen Antisemitismus in Frankreich und speziell die Eskalation des Antisemitismus der politischen Rechten in den 30er Jahren.
2004 erschien eine systematisierende Arbeit Paxtons über den Faschismus (dt. als Anatomie des Faschismus, München 2006), die er seither in einigen Aufsätzen präzisiert hat. Paxton gehört zu den – in der englischsprachigen Forschung keineswegs seltenen – Historikern, die die Kategorie Faschismus als bestimmenden Gattungsbegriff akzeptieren und in diesen auch das NS-Regime mit einschließen. Die hartnäckige Zurückweisung des Faschismusbegriffs für den Nationalsozialismus durch maßgebliche Teile der Fachwissenschaft ist nach Paxton vor allem ein deutsches (und in geringerem Maße und aus anderen Gründen auch italienisches) Phänomen. In Anatomie des Faschismus stellt Paxton sich die Aufgabe, den Begriff des Faschismus aus der Praxis der Regime und Bewegungen, nicht aber aus deren Zeremonien, Rhetorik und Ideenhaushalt abzuleiten. Er grenzt sich damit deutlich von Autoren wie Stanley G. Payne, Roger Griffin und Emilio Gentile ab, die ihre Typologien des Faschismus im Kern auf Ideologien und Programme gestützt haben. Programme und Lehrmeinungen hätten jedoch, so Paxton, bei den Faschisten immer eine instrumentelle und keineswegs mit den Programmdebatten etwa der Sozialisten vergleichbare Rolle gespielt. Die mit einer spezifisch faschistischen Gleichgültigkeit gegenüber Vernunft und Intellekt erfolgende Adaption der jeweiligen „Doktrin“ an taktische Bedürfnisse des Augenblicks sei vielfach dokumentiert.
Den Totalitarismus-Begriff, den unter anderem Griffin und Gentile in ihre Modelle einbezogen haben, lehnt Paxton ebenfalls ab. Er sei wissenschaftlich problematisch und in sich widersprüchlich; einige einflussreiche Totalitarismustheoretiker würden ausgerechnet den italienischen Faschismus, das einzige Regime, das je beansprucht habe, „totalitär“ zu sein, aus ihrer Typologie ausschließen. Argumentiere man, dass in Italien keine wirklich „totale“ Kontrolle der Gesellschaft verwirklicht worden sei, dann müsse auch das NS-Regime für nicht totalitär erklärt werden, denn auch den Nazis sei dies, wie die gesamte neuere Forschung zeige, nicht gelungen. Um die Sowjetunion Stalins und Nazideutschland gleichsetzen zu können, würde die Totalitarismustheorie fundamentale Unterschiede in der historischen Genese und den politischen Zielen beider Diktaturen ignorieren und stattdessen die Ähnlichkeit der Zwangs- und Repressionsapparate hervorheben: „Ein Lager ist ein Lager.“ So sei etwa die Kooperation mit konservativen Eliten immer und überall die Grundlage der faschistischen Regime gewesen, von denen kein einziges – trotz der ausgeprägten „Revolutions“-Rhetorik – durch einen revolutionären Bruch zustande gekommen sei. Das ließe sich weder von der Sowjetunion noch von den anderen sozialistischen Staaten sagen und werde von der Totalitarismustheorie gezielt ausgeblendet oder zumindest übersehen.
Paxton wirft der Totalitarismustheorie ebenso wie anderen Strömungen der Forschung außerdem eine problematische Konzentration auf den jeweiligen Mann an der Spitze vor:
„Die Vorstellung von einem allmächtigen Diktator personalisiert den Faschismus und schafft den falschen Eindruck, dass wir ihn schon vollständig verstehen könnten, wenn wir nur seine jeweiligen Führer betrachten. Dieses Bild, dessen Macht bis heute nachwirkt, ist der letzte Triumph der faschistischen Propaganda. Es liefert den Nationen, die faschistische Führer guthießen oder tolerierten, ein Alibi und lenkt die Aufmerksamkeit weg von den Personen, Gruppen und Institutionen, die ihnen dabei halfen.“
Für Paxton ist der Faschismus – anders als Konservatismus, Liberalismus und Sozialismus – eine Innovation des 20. Jahrhunderts, er „blieb bis in die 1890er Jahre ungedacht.“ Der Faschismus verkörpere eine politische Kombination, die sich etwa Friedrich Engels noch nicht habe vorstellen können: „Eine Diktatur gegen die Linke unter der begeisterten Zustimmung der Bevölkerung.“
Erweitert definiert Paxton den Faschismus wie folgt:
„Faschismus kann definiert werden als eine Form politischen Verhaltens, das gekennzeichnet ist durch eine obsessive Beschäftigung mit Niedergang, Demütigung oder Opferrolle einer Gemeinschaft und durch kompensatorische Kulte der Einheit, Stärke und Reinheit, wobei eine massenbasierte Partei von entschlossenen nationalistischen Aktivisten in unbequemer, aber effektiver Zusammenarbeit mit den traditionellen Eliten demokratische Freiheiten aufgibt und mittels einer als erlösend verklärten Gewalt und ohne ethische oder gesetzliche Beschränkungen Ziele der inneren Säuberung und der äußeren Expansion verfolgt.“
Paxton klassifiziert und untersucht die verschiedenen Faschismen auf der Grundlage eines historisch-empirischen Stadienmodells: Entstehung, Verwurzelung im politischen System, Griff nach der Macht, Machtausübung, schließlich Entwicklung mit der Perspektive Radikalisierung oder Stagnation, Rückbildung und Niedergang.
„Die meisten Faschismen kamen irgendwo zum Stillstand, machten Rückschritte, und manchmal blieben auch Merkmale verschiedener Stadien gleichzeitig erhalten. Während zum Beginn des zwanzigsten Jahrhunderts in den meisten modernen Gesellschaften die Saat faschistischer Bewegungen keimte, hatten nur wenige schließlich auch faschistische Regime. Und nur in Nazideutschland erreichte ein faschistisches Regime die äußersten Horizonte der Radikalisierung.“
Über die „Flugbahn“ einer faschistischen Bewegung hat nach Paxton letztlich der politische und soziale Kontext eines Landes entschieden. Frankreich sei das erste Land mit einer spezifischen und lange blühenden faschistischen „intellektuellen Kreativität“ gewesen, die faschistischen Organisationen aber blieben kümmerlich. Oswald Mosley war nach Paxton der intelligenteste und fähigste faschistische Führer, scheiterte aber in einem ungünstigen politischen Umfeld.
Paxton weist die Auffassung, dass es „einen Faschismus wie in Europa zwischen den Weltkriegen nach 1945 nicht mehr geben könne“, zurück. In der embryonalen, frühen Form existiere der Faschismus auch in der Gegenwart. So sei ein „authentischer populärer amerikanischer Faschismus“ nicht undenkbar: „Wir haben nicht das letzte Mal vom Faschismus gehört – vielleicht von dem Wort, aber nicht von der Sache.“

## Veröffentlichungen (Auswahl)
- The Anatomy of Fascism. Alfred A. Knopf, New York 2004, ISBN 1-4000-4094-9.
  - Anatomie des Faschismus. Deutsche Verlags-Anstalt, München 2006, ISBN 3-421-05913-6 (Rezensionsnotizen).
- Le Temps des Chemises Vertes: révoltes paysannes et fascisme rural 1929-1939. Éditions du Seuil, Paris 1996.
  - French Peasant Fascism: Henri Dorgères' Greenshirts and the Crises of French Agriculture, 1929–1939, Oxford University Press 1997.
- mit Michael Marrus: Vichy France and the Jews, Basic Books 1981.
- Vichy France, Old Guard and New Order, 1940–1944, London : Barrie and Jenkins 1972.
- Parades and Politics at Vichy: the french officer corps under Marshal Pétain, Princeton University Press 1966.
- Europe in the twentieth century, Harcourt, Brace, Jovanovich 1975, 5. Auflage mit Judith Hessler 2012.
- Robert O. Paxton: Faschismus als Erscheinungsform des Totalitarismus? In: Tagesspiegel. 12. September 2005 (archive.org). Vorabdruck aus Anatomie des Faschismus.